# Rośliny okopowe
Rośliny okopowe – rośliny uprawne, które łączy podobieństwo metody uprawy – wymagają kilkakrotnego obsypywania w okresie wegetacji, zmianowania, głębokiej uprawy, nawożenia organicznego, sadzenia lub siewu w szerokich rzędach, stosowania uprawy międzyrzędowej. Ich pielęgnacja i zbiór są z tych powodów bardzo pracochłonne. Rośliny okopowe gromadzą substancje zapasowe w korzeniu lub bulwie w postaci wielocukrów, dwucukrów i cukrów prostych. Rośliny te należą do różnych rodzin botanicznych. Mają duże znaczenie gospodarcze jako źródło pożywienia. 
Niektóre gatunki roślin okopowych straciły na znaczeniu głównie z powodu pracochłonnej uprawy, kłopotów ze zbiorem i przechowywaniem (straty często wynoszą od 50 do 70%). W klimacie Polski rośliny okopowe zaczynają wytwarzać korzenie spichrzowe od 30 do 60 dnia wegetacji. 
Charakterystycznymi cechami rolniczymi roślin okopowych są:
- duże wymagania nawozowe[1] (zwykle stosuje się w tym celu obornik[4])
- częścią użytkową są podziemne bulwy lub korzenie
- rzadka obsada roślin, od 80 do 300 tys. roślin na 1 ha, co przy szerokich międzyrzędziach umożliwia pielęgnację mechaniczną[5].

Ze względu na organ stanowiący plon główny, rośliny okopowe dzieli się na:
- rośliny bulwiaste:
  - ziemniak[1][4]
  - topinambur[1][4]

- rośliny korzeniowe:
  - burak uprawny[4]
  - brukiew[4]
  - cykoria[6]
  - marchew zwyczajna[1]
  - pietruszka zwyczajna[1]
  - rzepa[1].